# Fränninge distrikt
Fränninge distrikt är ett distrikt i Sjöbo kommun och Skåne län. 
Distriktet ligger nordost om Sjöbo.

## Tidigare administrativ tillhörighet
Distriktet inrättades 2016 och utgörs av socknen Fränninge i Sjöbo kommun.
Området motsvarar den omfattning Fränninge församling hade 1999/2000.